# Шотландская книга
Шотландская книга, или Книга Шкоцкая (пол. Księga Szkocka), — толстая тетрадь, приобретенная Люцией, женой математика Стефана Банаха, одного из создателей современного функционального анализа и львовской математической школы, в 1935 году, в которой математики Львова, любой желающий от профессора до студента, записывали в течение 1935—1941 гг. нерешённые математические задачи. Авторы поставленных проблем, среди которых были знаменитые польские и зарубежные учёные (одним из них был Станислав Улам), как правило, определяли вознаграждение за их решение.
В книгу были внесены 193 задачи — среди них, кроме сложных фундаментальных проблем функционального анализа, были и простые головоломки. Шотландская книга хранилась у бармена или гардеробщика «Шотландского кафе», давшего впоследствии имя так называемой «шотландской математической школе», места традиционных встреч математиков Львова, и могла быть получена по первому же желанию гостя.
Станислав Мазур во время их пребывания С. Улама в преддверии войны во Львове летом 1939 года предложил сохранить Шотландскую книгу, спрятав её в коробку и закопав рядом с воротами на футбольном поле в пригороде Львова. После окончания войны Улам получил копию этой книги.
По иной версии, после войны, в 1945 году, вдова С. Банаха при репатриации в Польшу забрала бумаги с собой в Варшаву.
Шотландская книга сейчас находится у потомков Стефана Банаха, проживающих в Германии.
Традиции Шотландской книги продолжились и после окончания войны во Вроцлаве, и в 1945—1958 годах была начата Новая Шотландская книга.